# Royal Thai Navy FC
Rajnavy Football Club (Thai: สโมสรฟุตบอลราชนาวี) is een Thaise voetbalclub uit de stad Amphoe Sattahip, Chonburi. De club werd opgericht in 1937 en speelde sindsdien achtereenvolgens onder de namen Royal Thai Navy, Rajnavi.

## Geschiedenis
De club werd opgericht in 1937 als de Royal Thai Navy Football Club en momenteel spelen ze onder de naam Siam Navy of is plaatselijk bekend als Rajnavy. De club heeft ook gespeeld onder de namen Rajnavi en Rajnavy Rayong. De ploeg staat sinds de oprichting van de Thai Premier League bekend als een liftploeg.

## Palmares
- Thai Division 1 League

Winnaar (1) : 2006
- Queen's Cup

Winnaar (1) : 2006
- Khor Royal Cup

 Winnaar (1) : 1989
- Ngor Royal Cup

Winnaar (1) : 1974

## Bekende (ex-)spelers
- Kanid Akcharayothin
- Charoenkiat Akkabut
- Therdsak Chaiman
- Kwanchai Fuangprakob
- Prasert Innui
- Chaychan Kiewsen
- Sompob Nilwong
- Narasak Saisang
- Surasak Tangsurat
- Bunruesak Yodyingyong
- Somjet Sattabud
- Suradej Saotaisong